# Oeneis glacialis

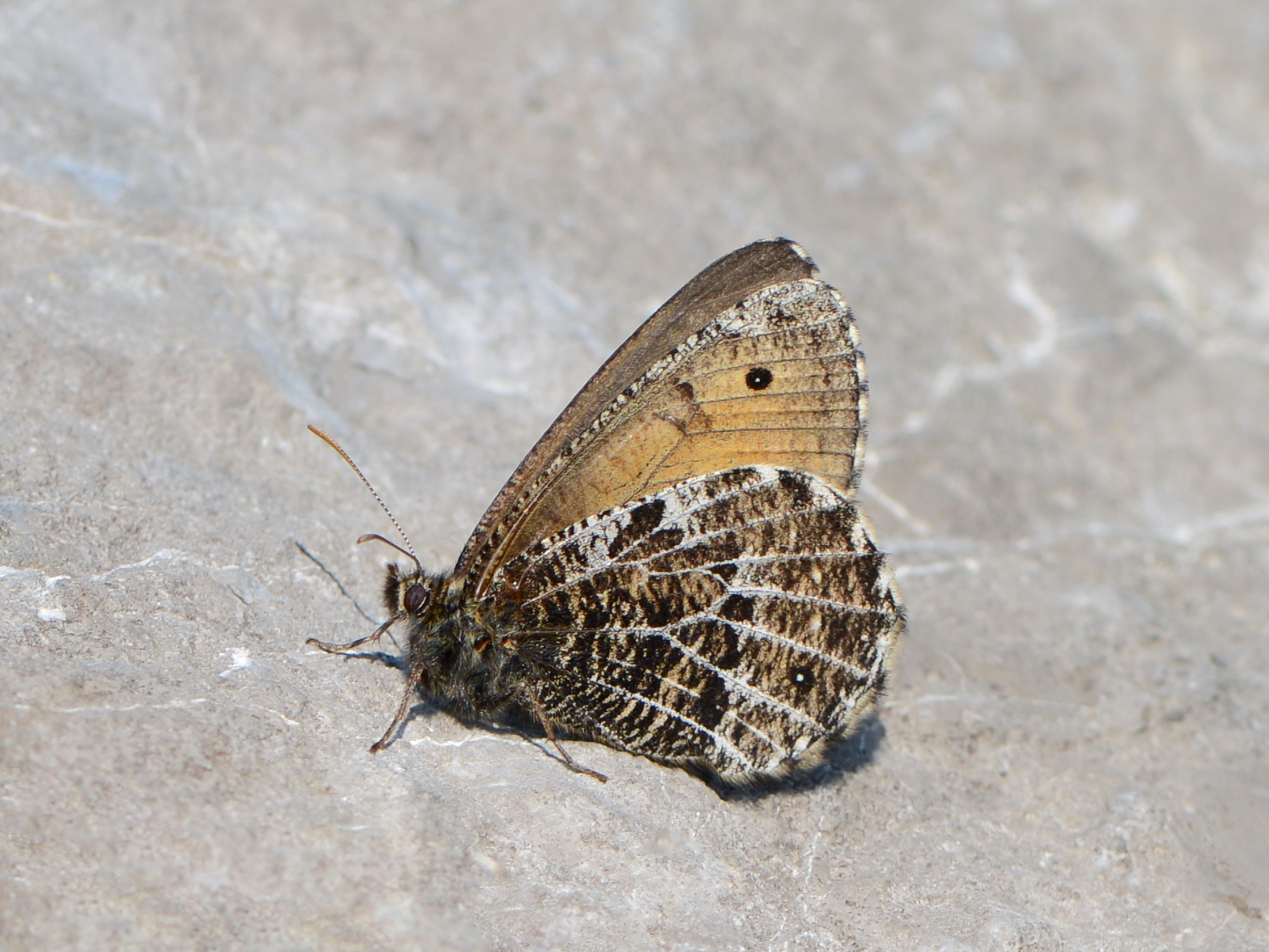
Oeneis glacialis

Oeneis glacialis är en fjärilsart som beskrevs av Franz Paula von Schrank 1783. Oeneis glacialis ingår i släktet Oeneis och familjen praktfjärilar. IUCN kategoriserar arten globalt som livskraftig. Inga underarter finns listade i Catalogue of Life.